# 納多 (密歇根州)
納多（英語：Nadeau）是位於美國密歇根州梅諾米尼縣納多鎮區的一個非建制地區，位處卡尼以北1.5英里（2.4）。

## 歷史
一名為巴尼·納多（Barney Nadeau）的農夫於此地定居，他自任郵局局長，亦為此地名稱的由來。1878年西北鐵路於此地設站。此地的郵局曾被誤拼為「Nadean」，直至1890年2月20年才被更正。

## 地理
納多所處的海拔為高於海平面252米（即827英呎），而該地所採用的時區為UTC-6，即北美中部時區（CST）。同時該地設有夏令時間，為UTC-6調快一小時，即UTC-5（CDT）。